# هبرو
هبرو، روستایی از توابع بخش جبالبارز جنوبی شهرستان عنبرآباد در استان کرمان ایران است.

## جمعیت
این روستا در دهستان نرگسان قرار دارد و براساس سرشماری مرکز آمار ایران در سال ۱۳۸۵، جمعیت آن زیر سه خانوار بوده‌است.